# StatPascal
StatPascal ist eine statistische Programmiersprache, die auf Pascal aufbaut. Im Gegensatz zu anderen statistischen Programmiersprachen wie S ist StatPascal streng typisiert. Dies und die Tatsache, dass StatPascal kompiliert wird, sorgen für eine sehr hohe Ausführungsgeschwindigkeit der Skripte, die gleichwohl von einer virtuellen Maschine ausgeführt werden.
Im Gegensatz zu Standard-Pascal unterstützt StatPascal Datentypen wie Vektoren und Matrizen, welche die statistische Auswertung großer Datensätze unterstützen.
StatPascal ist unter anderem in der Statistik-Software Xtremes implementiert.